# (2677) Joan
(2677) Joan es un asteroide perteneciente al cinturón de asteroides descubierto por Margueritte Laugier desde el Observatorio de Niza, Francia, el 25 de marzo de 1935.

## Designación y nombre
Joan recibió al principio la designación de 1935 FF.
Posteriormente se nombró en honor de Joan Jordan, secretaria en la sección de Física Estelar y Solar del Centro de Astrofísica del Smithsonian en Harvard.

## Características orbitales
Joan está situado a una distancia media del Sol de 2,993 ua, pudiendo alejarse hasta 3,144 ua y acercarse hasta 2,842 ua. Tiene una inclinación orbital de 10,1° y una excentricidad de 0,05035. Emplea 1891 días en completar una órbita alrededor del Sol.